# Tony Christopher
Pour les articles homonymes, voir Christopher (homonymie).
Anthony Martin Grosvenor Christopher, baron Christopher, (né le 25 avril 1925) est un homme d'affaires britannique, syndicaliste, et pair à vie.

## Jeunesse
Fils de George et Helen Christopher, il fait ses études à la Cheltenham Grammar school et au Westminster College of Commerce. Entre 1941 et 1944, Christopher travaille d'abord comme stagiaire puis comme évaluateur agricole à Gloucester. De 1944 à 1948, il sert dans la Royal Air Force et de 1948 à 1957, il travaille pour l'Inland Revenue, partant travailler à plein temps pour la Inland Revenue Staff Federation.

## Carrière syndicale
Entre 1976 et 1988, Christopher est secrétaire général de l'Inland Revenue Staff Federation. Depuis 1981, il est administrateur de la TU Fund Managers Ltd et depuis 1983 son président. Toujours depuis 1983, il est élu auditeur de la Confédération internationale des syndicats libres et depuis 1988, il travaille comme consultant en affaires industrielles et publiques.
Christopher travaille pour NACRO de 1956 à 1998, de 1956 en tant que membre du conseil et de 1973 en tant que président. Il est membre du Conseil général du TUC de 1976 à 1989 et son président en 1988 et 1989. Pour la Civil Service Building Society, il est administrateur entre 1958 et 1987, ainsi que président entre 1978 et 1987. Il est membre de l'Inner London Probation and After-care Committee de 1966 à 1979, du Tax Reform Committee de 1974 à 1980 et de la Royal Commission on Distribution of Income and Wealth en 1978 et 1979. Christopher est également membre de l'Independent Broadcasting Authority de 1978 à 1983, du conseil de l'Institute of Manpower Studies de 1984 à 1989 et du Economic and Social Research Council de 1985 à 1988. Entre 1983 et 1986, il est président du Conseil de développement économique de l'industrie du pneu et vice-président de la Building Societies Association entre 1985 et 1990. En 1987 et 1988, il est directeur de la Birmingham Midshires Building Society. Christopher est également membre du General Medical Council (GMC) de 1989 à 1994, de la Audit Commission de 1989 à 1995 et de la Broadcasting Complaints Commission de 1989 à 1997.
Il est administrateur du Commonwealth Trades Union Council Charitable Trust de 1985 à 1989 et du Save The Children Fund de 1985 à 1990. Pour l'Institut de recherche en politiques publiques, il est administrateur de 1989 à 1994 et trésorier de 1990 à 1994. Depuis 1981, Christopher est également administrateur du Trades Union Unit Trust Charitable Trust et depuis 1998 du Douglas Houghton Memorial Fund.

## Carrière politique
Dans les honneurs du Nouvel An de 1984, il est nommé Commandeur de l'Ordre de l'Empire britannique (CBE) et en 1989 membre de la Royal Society of Arts (FRSA). Le 30 juillet 1998, il est créé pair à vie comme baron Christopher, de Leckhampton dans le comté de Gloucestershire, siégeant sur les bancs travaillistes. Après la mort de Peter Carington en juillet 2018, Christopher est le doyen d'âge des membres en exercice de la Chambre des lords.